# Ministeri de Finances de Grècia
El Ministeri de Finances (en grec: Υπουργείο Οικονομικών) és un departament governamental responsable de la gestió de les Finances públiques de l'Estat grec. L'actual ministre és Evklides Tsakalotos.

## Llista dels Ministres de Finances (1967-2000)
|  | Non                      | Entrada                | Sortida                | Partit                           | Notes                    |
|  | ------------------------ | ---------------------- | ---------------------- | -------------------------------- | ------------------------ |
|  | Adamàndios Andrutsópulos | 21 d'abril de 1967     | 25 d'agost de 1971     |                                  | Junta militar grega      |
|  | Ioannis Kulis            | 25 d'agost de 1971     | 23 de novembre de 1973 |                                  | Junta militar grega      |
|  | Yagos Pesmazoglou        | 26 de juliol de 1974   | 9 d'octubre de 1974    |                                  | Govern d'Unitat Nacional |
|  | Nikolaos Fotias          | 9 October 1974         | 21 November 1974       |                                  | Govern d'Unitat Nacional |
|  | Evànguelos Devletoglu    | 21 de novembre de 1974 | 28 de novembre de 1977 | Nova Democràcia                  |                          |
|  | Ioannis Boutos           | 28 de novembre de 1977 | 10 de maig de 1978     | Nova Democràcia                  |                          |
|  | Athanasios Kanellopoulos | 10 de maig de 1978     | 10 de maig de 1980     | Nova Democràcia                  |                          |
|  | Miltiadis Evert          | 10 de maig de 1980     | 21 d'octubre de 1981   | Nova Democràcia                  |                          |
|  | Manolis Drettakis        | 21 d'octubre de 1981   | 28 de juny de 1982     | Moviment Socialista Panhel·lènic |                          |
|  | Dimitrios Koulourianos   | 28 de juny de 1982     | 9 de setembre de 1983  | Moviment Socialista Panhel·lènic |                          |
|  | Ioannis Pottakis         | 9 de setembre de 1983  | 27 de març de 1984     | Moviment Socialista Panhel·lènic |                          |
|  | Gerassimos Arsenis       | 27 de març de 1984     | 26 de juliol de 1985   | Moviment Socialista Panhel·lènic |                          |
|  | Dimitris Tsovolas        | 26 de juliol de 1985   | 2 de juliol de 1989    | Moviment Socialista Panhel·lènic |                          |
|  | Andonis Samaràs          | 2 de juliol de 1989    | 12 d'octubre de 1989   | Nova Democràcia                  | Govern de Coalició       |
|  | Georgios Agapitos        | 12 d'octubre de 1989   | 23 de novembre de 1989 |                                  | Govern provisional       |
|  | Georgios Souflias        | 23 de novembre de 1989 | 13 de febrer de 1990   | Nova Democràcia                  | Govern d'Unitat Nacional |
|  | Georgios Agapitos        | 13 de febrer de 1990   | 11 d'abril de 1990     |                                  | Govern d'Unitat Nacional |
|  | Ioannis Palaiokrassas    | 11 d'abril de 1990     | 7 d'agost de 1992      | Nova Democràcia                  |                          |
|  | Stefanos Manos           | 7 d'agost de 1992      | 13 d'octubre de 1993   | Nova Democràcia                  |                          |
|  | Georgios Gennimatas      | 13 d'octubre de 1993   | 25 de febrer de 1994   | Moviment Socialista Panhel·lènic |                          |
|  | Alekos Papadopoulos      | 25 de febrer de 1994   | 25 de setembre de 1996 | Moviment Socialista Panhel·lènic |                          |
|  | Yiannos Papantoniou      | 25 de setembre de 1996 | 13 d'abril de 2000     | Moviment Socialista Panhel·lènic |                          |

## Llista dels Ministres d'Economia i Finances (2000-2009)
| Nom                   | Entrada            | Sortida              | Partit                           | Notes |
| --------------------- | ------------------ | -------------------- | -------------------------------- | ----- |
| Yiannos Papantoniou   | 13 d'abril de 2000 | 24 d'octubre de 2001 | Moviment Socialista Panhel·lènic |       |
| Nikos Christodoulakis | 24 October 2001    | 10 March 2004        | Moviment Socialista Panhel·lènic |       |
| Georgios Alogoskoufis | 10 de març de 2004 | 8 de gener de 2009   | Nova Democràcia                  |       |
| Giannis Papathanasiou | 8 de gener de 2009 | 4 d'octubre de 2009  | Nova Democràcia                  |       |

## Llista dels Ministres de Finances (des de 2009)
| Nom                      | Entrada             | Sortida             | Partit                           | Notes |
| ------------------------ | ------------------- | ------------------- | -------------------------------- | --- |
| Giorgos Papakonstantinou | 7 d'octubre de 2009 | 17 de juny de 2011  | Moviment Socialista Panhel·lènic | |
| Evànguelos Venizelos     | 17 de juny de 2011  | 21 de març de 2012  | Moviment Socialista Panhel·lènic | Al mateix temps primer ministre de Grècia Adjunt. Va renunciar després de l'elecció a la direcció del Moviment Socialista Panhel·lènic |
| Philippos Sachinidis     | 21 de març de 2012  | 17 de maig de 2012  | Moviment Socialista Panhel·lènic | |
| Georgios Zanias          | 17 de maig de 2012  | 5 de juliol de 2012 | Independent                      | |
| Iannis Sturnaras         | 5 de juliol de 2012 | 27 de gener de 2015 | Independent                      | |
| Ianis Varufakis          | 27 de gener de 2015 | 6 de juliol de 2015 | Coalició de l'Esquerra Radical   | Dimiteix després del resultat del referèndum sobre l'economia grega per ajudar a arribar a un acord amb l'Eurogrup.                    |
| Evklides Tsakalotos      | 6 de juliol de 2015 | Titular             | Coalició de l'Esquerra Radical   | |